# كريستيان ريس
كريستيان ريس (بالدنماركية: Kristian Riis) هو لاعب كرة قدم دنماركي في مركز الدفاع، ولد في 17 فبراير 1997 في هادرسلف ‏ في الدنمارك. لعب مع نادي سوندرييسكه.

## وصلات خارجية
- كريستيان ريس على موقع قاعدة بيانات كرة القدم.إي يو (الإنجليزية)
- كريستيان ريس على موقع Soccerway.com (الإنجليزية)